# キョウ心駅
滘心駅（きょうしんえき）は、中華人民共和国広東省広州市白雲区に位置する広州地下鉄8号線の駅である。

## 歴史
- 2020年11月26日：開業[1]。

## 駅構造
相対式ホーム2面2線の地下駅である。

### のりば
| 番線 | 路線   | 行先       |
| ---- | ------ | ---------- |
| 1    | ■8号線 | 降車ホーム |
| 2    | ■8号線 | 万勝囲方面 |

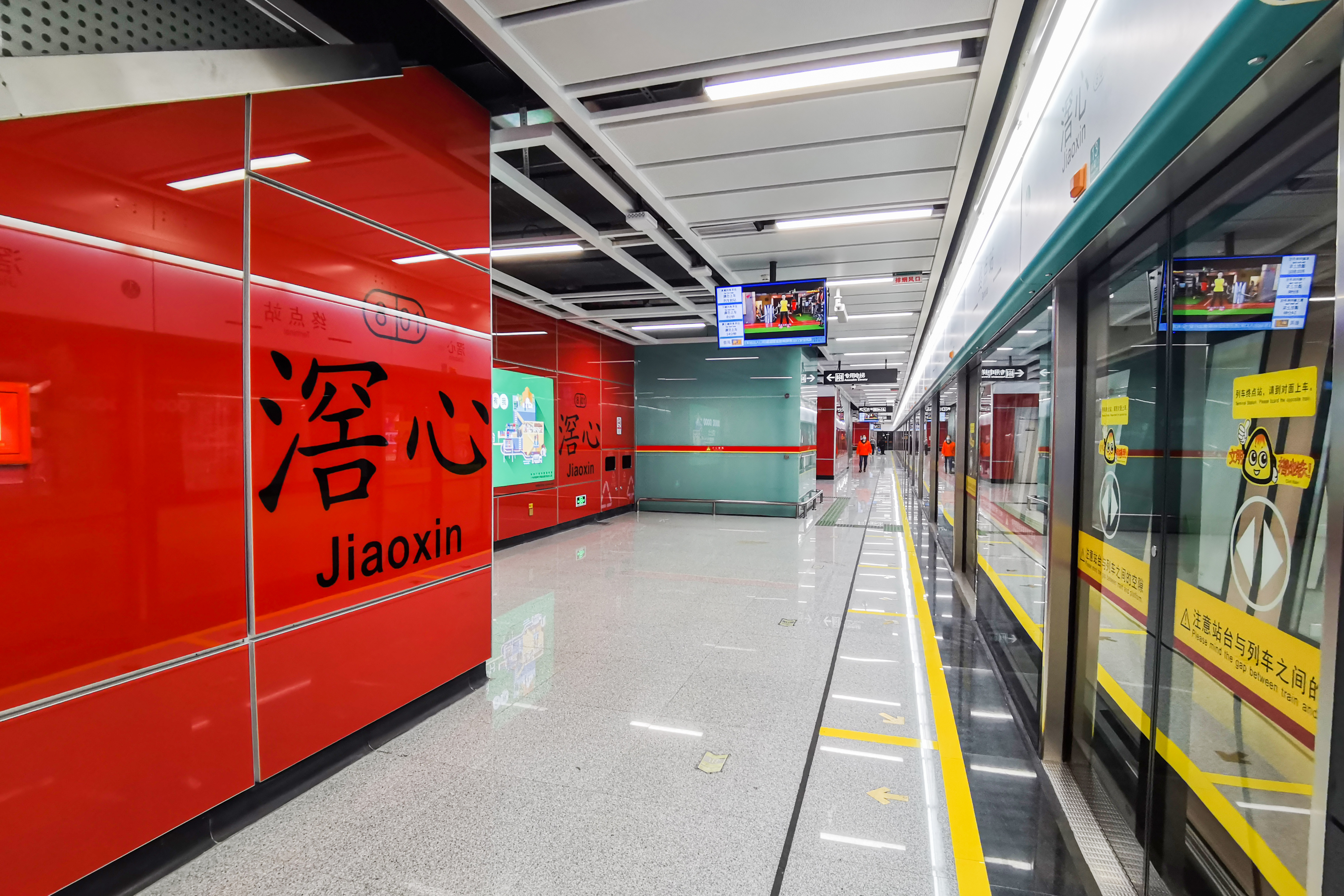
1番線ホーム
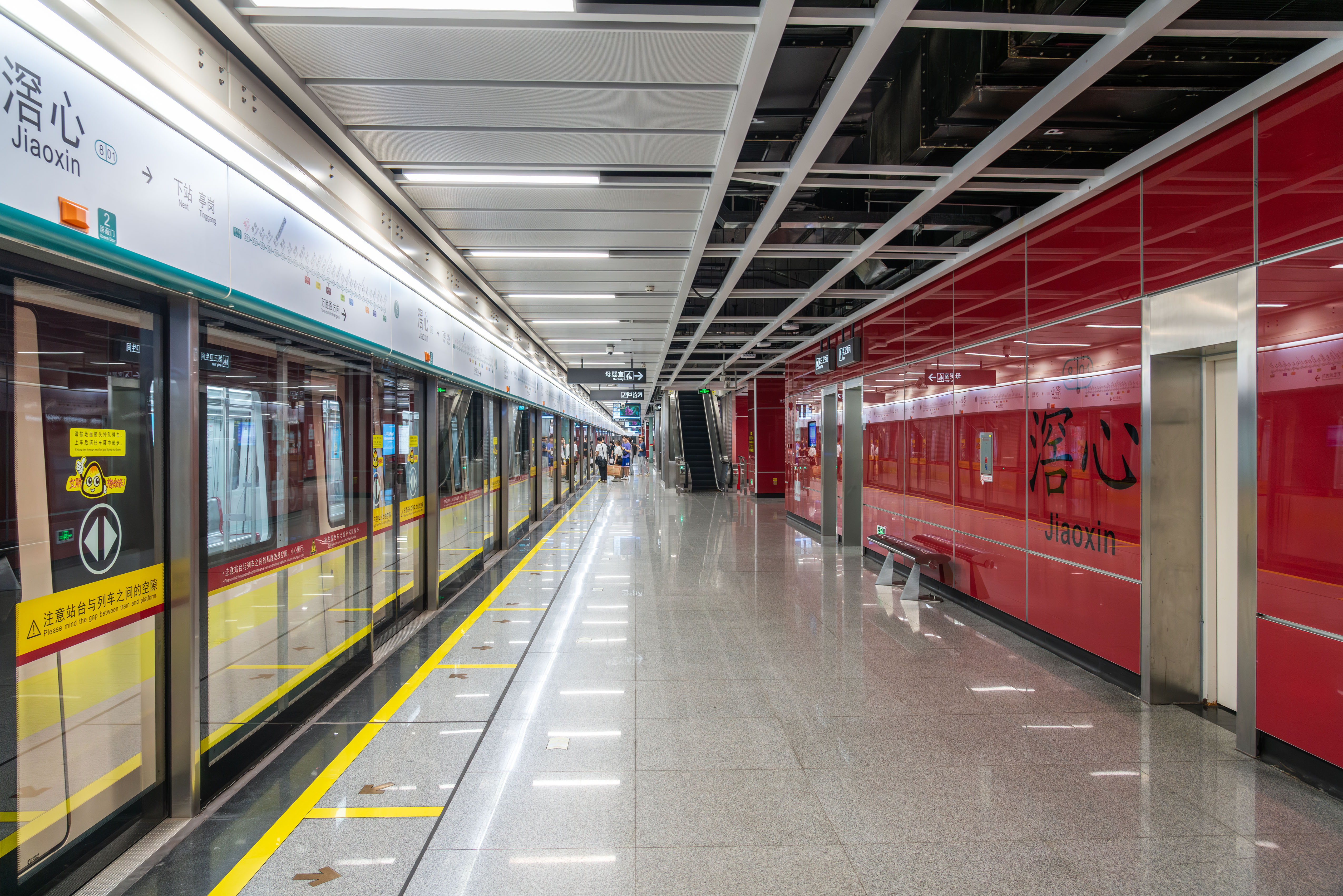
2番線ホーム
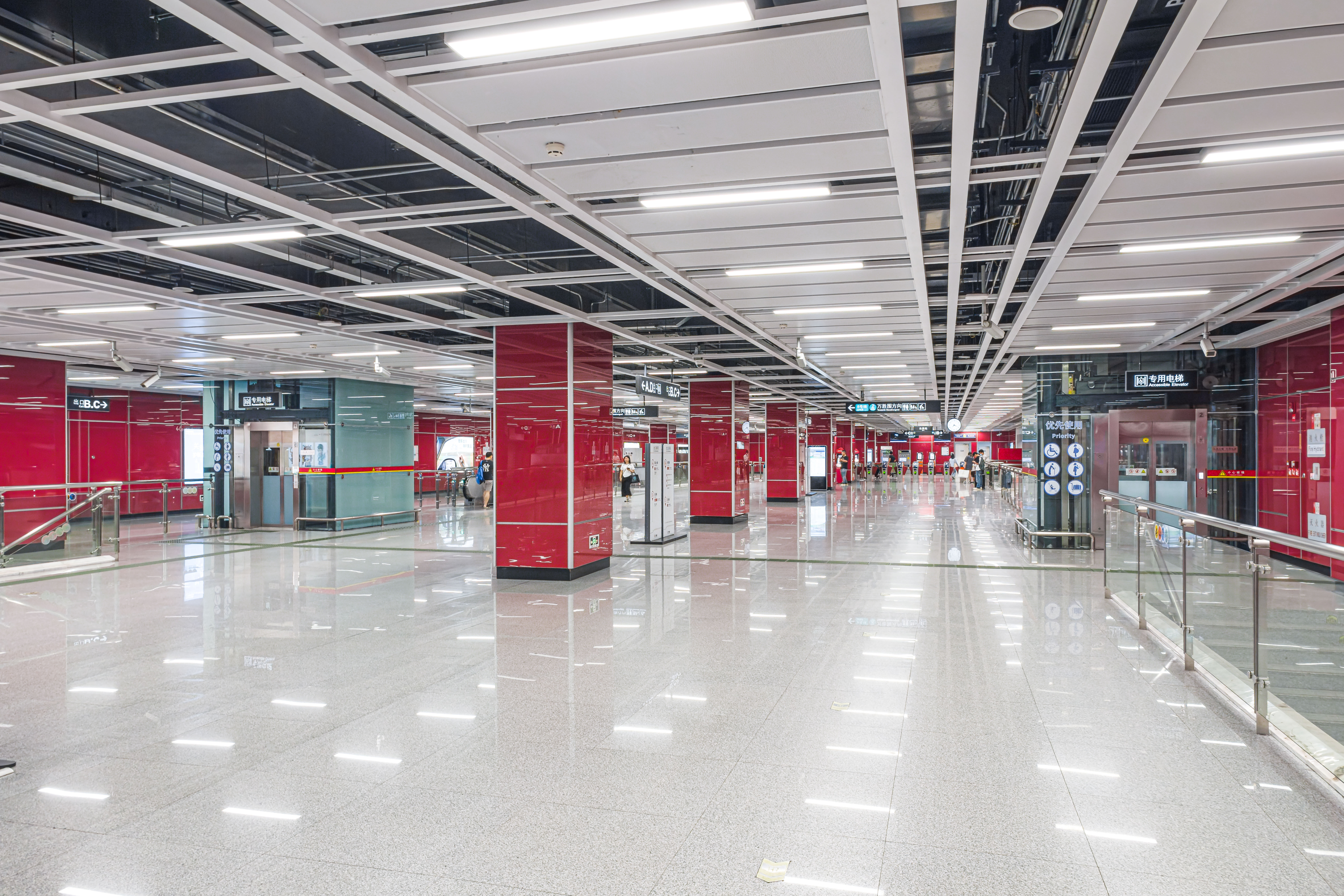
コンコース

## 隣の駅
広州地下鉄
■8号線
滘心駅 - 亭崗駅